# ブータン王国軍の階級
ブータン王国軍の階級とは、ブータンの軍事組織において用いられる軍章である。ブータンは内陸国であることから海軍を有さないほか、空軍も保有していない。インドが同国の軍事教練、武器供給、領空防衛を担当している。

## 士官
士官の階級を以下に示す。
- 中将（གུང་ བློན་ གོང མ །、Gung blon gong ma）
- 少将（གུང་ བློན་ འོག མ །、Gung blon 'og ma）
- 准将（ མདོ་ འཛིན །、Mdo 'dzin）
- 大佐（དམག་ སྲིད་ གོང མ །、Dmag srid gong ma）
- 中佐（དམག་ སྲིད་ འོག མ །、Dmag srid 'og ma）
- 少佐（ལིང་ དཔོན །、Ling dpon）
- 大尉（སྤྱི་ དཔོན །、Spyi dpon）
- 中尉（སྡེ་ གོང་ །、Sde gong）

- 中将
- 少将
- 准将
- 大佐
- 中佐
- 少佐
- 大尉
- 中尉

## 他の階級
下士官、及び兵の階級を以下に示す。
- 一等准士官（ འགྲིམ་ དཔོན་ གོང མ ། 、Drimpongom）
- 二等准士官（ སྡེ་ འགྲིམ ། 、Dedrim）
- 三等准士官（ འགྲིམ་ དཔོན ། 、Drimpon）
- 軍曹（སྤེལ་ དཔོན ། 、Pelpon）
- 伍長（ སྤེལ་ རྒྱབ ། 、Peljab）
- 上等兵（འགོ་ པ ། 、Gopa}）
- 二等兵

- 一等准士官
- 二等准士官
- 三等准士官
- 軍曹
- 伍長
- 上等兵